# Conop
Conop è un comune della Romania di 2 447 abitanti, ubicato nel distretto di Arad, nella regione storica della Transilvania.
Il comune è formato dall'unione di 5 villaggi: Belotinț, Chelmac, Conop, Milova, Odvoș.